# Kulturbetrieb
Als Kulturbetrieb bezeichnet man einerseits eine einzelne Kultureinrichtung, in der Kultur in organisierter Form stattfindet (z. B. Theater, Museum), andererseits versteht man darunter auch die Gesamtheit der Organisationen und Institutionen, die sich mit der Produktion und Vermittlung von Kultur befassen.

## Dimensionen
Im Kulturbetrieb kommt Kultur in vier Dimensionen vor:
- Kultur als menschliches Vermögen und dessen Dokumentation (z. B. Naturkundemuseum)
- Kultur als Verhalten (z. B. Vereinswesen)
- Kultur als Kunst (z. B. Buchhandel, Film, Orchester)
- Kultur als Bildung (z. B. Musikschulen)

## Rechtliche Einteilung
Man unterscheidet aus rechtlicher Sicht drei Gruppen von Kulturbetrieben:
1. öffentliche Kulturbetriebe in öffentlicher Trägerschaft (z. B. Staatstheater), öffentliche Anstalten (z. B. Rundfunkanstalten) und öffentlich-rechtliche Stiftungen
2. privatrechtlich-gemeinnützige Kulturbetriebe – international als Non-Profit-Organisation bezeichnet (z. B. Kunstvereine); diese sind zwar privatrechtlich organisiert, verfolgen aber keine wirtschaftlichen Zwecke
3. privatrechtlich-kommerzielle oder privat-wirtschaftliche Kulturbetriebe (z. B. Filmverleih); hierunter versteht man überwiegend Unternehmen der Kulturproduktion oder -vermittlung
Rein rechtlich gesehen können alle drei Gruppen weitgehend gleich aufgestellt sein. Auch der Beschaffungs- und Absatzmarkt ist gleich, zum Teil haben alle Gruppen die gleichen Finanzierungsquellen. Nur für die ersten beiden Gruppen kommen Fragen der Kulturförderung hinzu.